# George von Hoeßlin

George von Hoeßlin

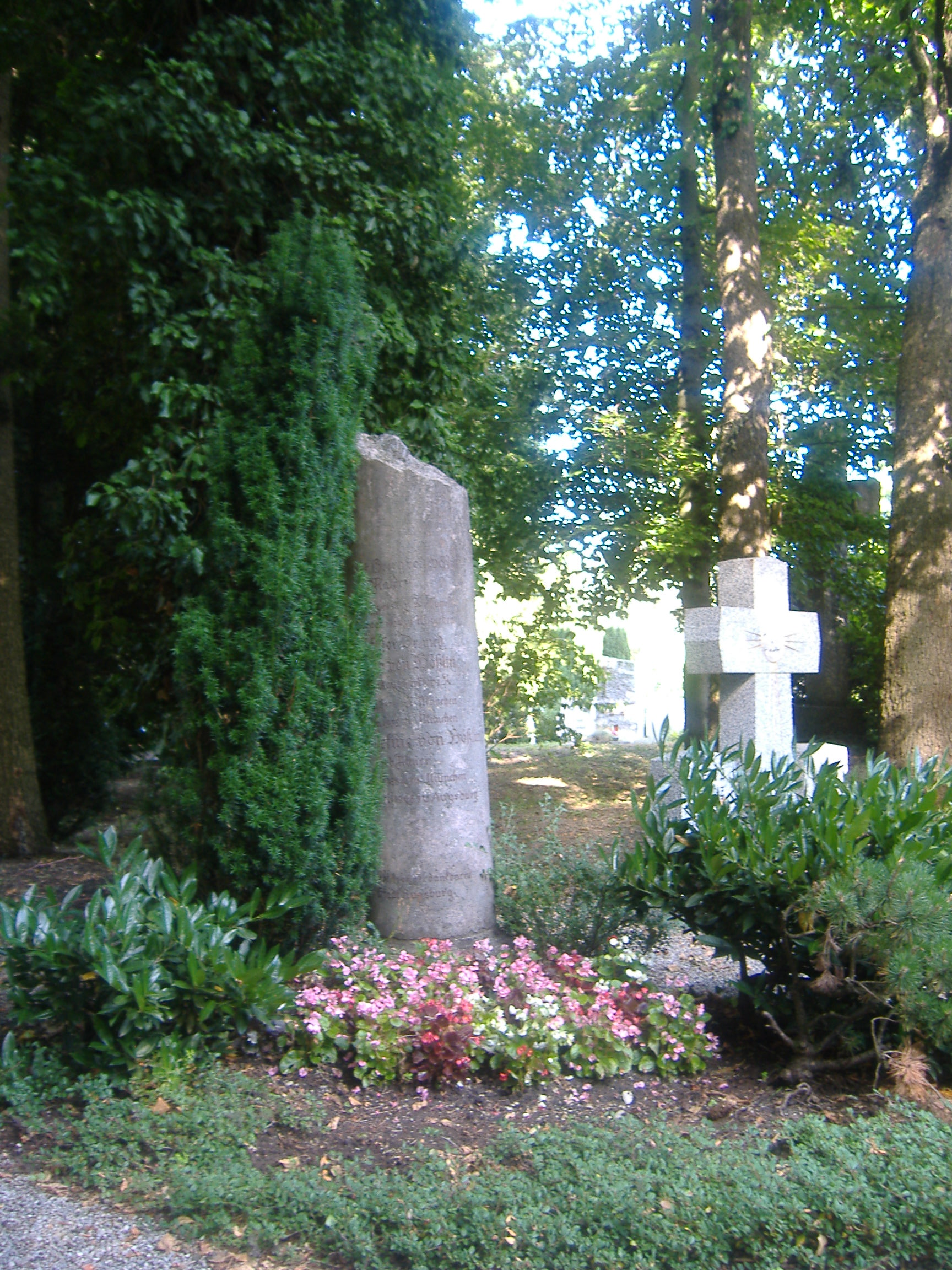
Ehrengrab der Stadt Augsburg für George von Hösslin, Sohn und Schwiegertochter

Georg Karl Balthasar von Hoeßlin (* 20. März 1851 in Budapest; † 9. Februar 1923 in München) war ein deutscher Maler.

## Leben
Georg von Hösslin stammte aus einer Augsburger Patrizierfamilie. Georg, oft auch George genannt, wurde während einer Geschäftsreise seiner Eltern (Theodor von Hößlin und Emilie geb. Heinzelmann) in Budapest geboren. Er wuchs in den USA auf und wurde dort nach Willem seines Vaters zum Kaufmann ausgebildet.
1871 ging er nach München, um dort U. Strahuber Schüler der Kunstgewerbeschule München und der Akademie der Bildenden Künste zu werden. Im Wesentlichen bildete er sich autodidaktisch weiter. Rom und Venedig waren seine bevorzugten Studienplätze.
1884 nahm er seinen festen Wohnsitz in München. Hier wurde er durch Wilhelm von Lindenschmit den Jüngeren angeregt. Seine künstlerische Tätigkeit, die er selbst in drei Perioden einteilt, leitete er im Jahr 1876 mit den Bild "Verlassen" ein. Neben der Historie und Allegorien malte er naturalistische Landschaften, Porträts. Ein großer Teil seiner Arbeiten ging in englischen und amerikanischen Privatbesitz.
Er war Mitglied der Allgemeinen deutschen Kunstgenossenschaft.
Aus seiner Ehe mit Elisabeth Merck entstanden zwei Kinder: Sohn Heinrich  Balthasar, der mit Emma von Hoesslin verheiratet war, und Tochter Margarethe, die 1911 Max Planck heiratete. Beigesetzt wurde er in ein Ehrengrab der Stadt Augsburg auf dem Westfriedhof.

## Werke
- 1875: Verlassen, römische Landschaft, ausgestellt in der Kunst- und Kunstgewerbe-Ausstellung im Glaspalast München
- 1876: Cogoletto, ebenfalls eine römische Landschaft
- 1879: 1517, (Zeitalter der Reformation) erstes Figurenbild, vom amerikanischen Botschafter Andrew Dickson White gekauft
- 1884: Adagio consolante
- 1884: Orgelfantasie
- Hauptwerk: Laokoon

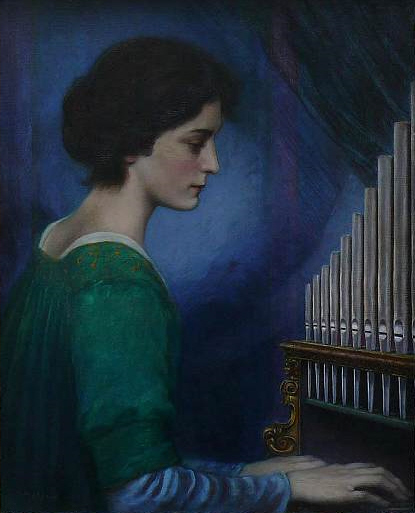
Orgelfantasie, 1884
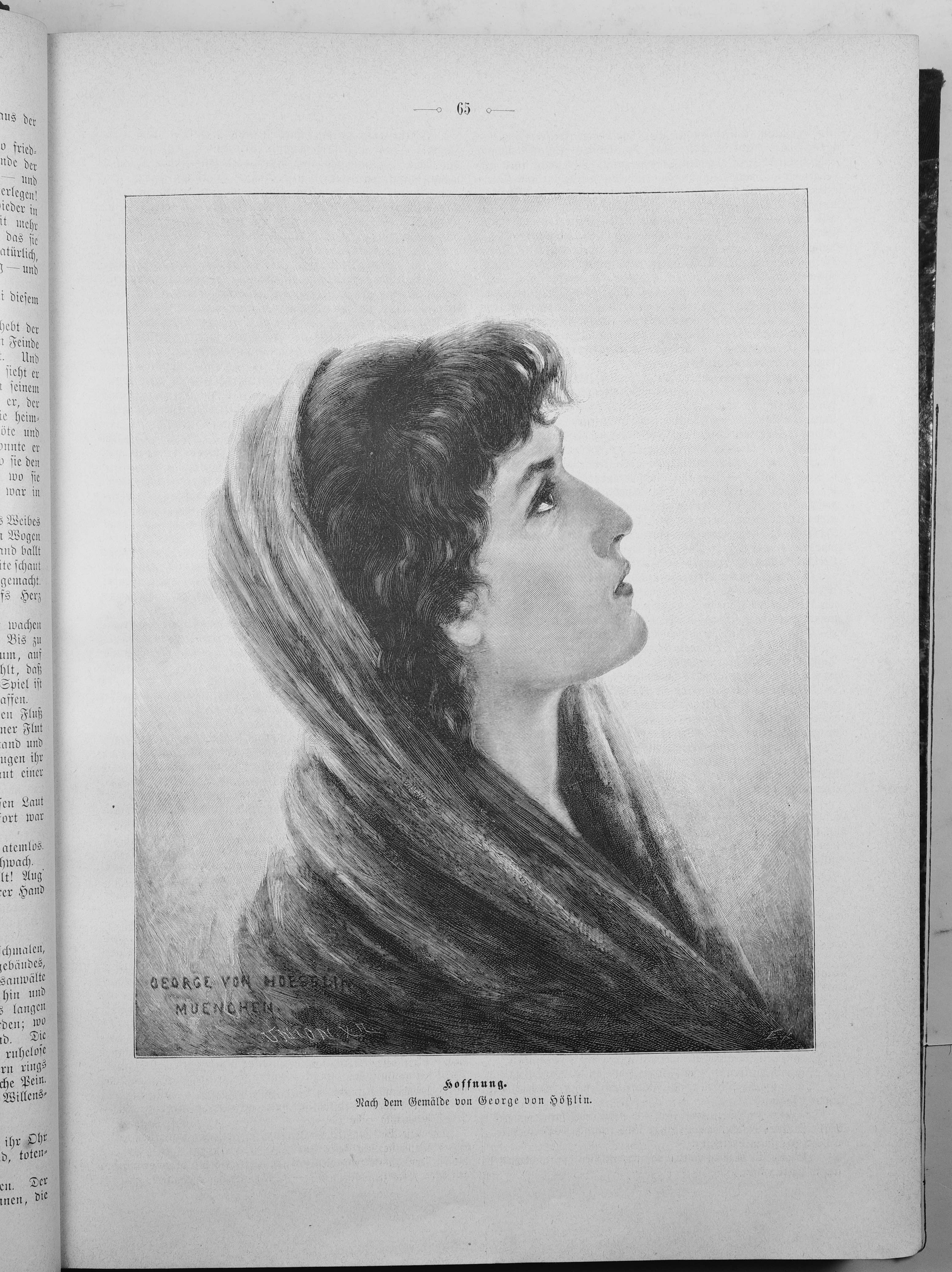
Zeichnung in: Die Gartenlaube, 1895
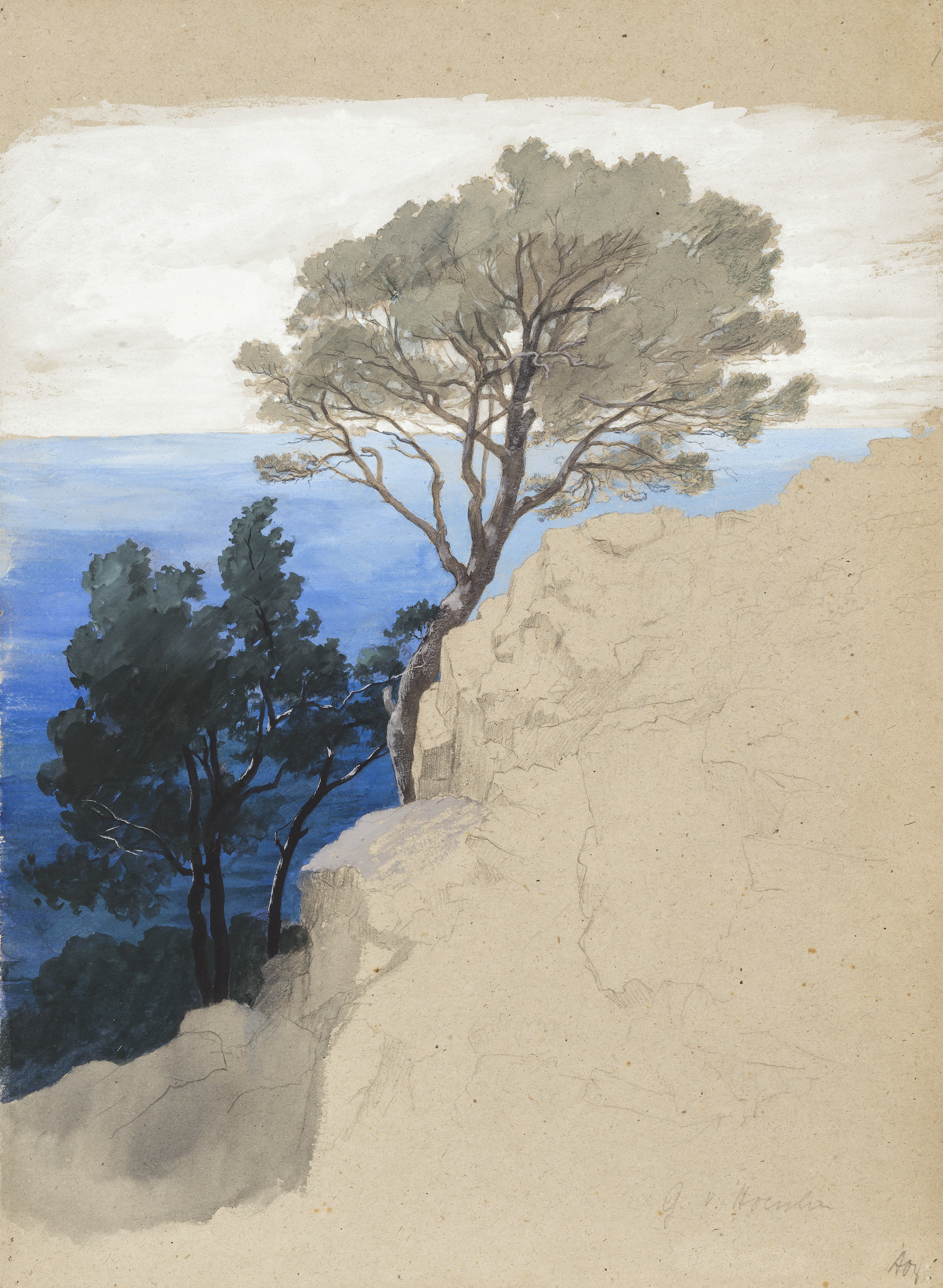
Steilküste am Golf von Genua, um 1890
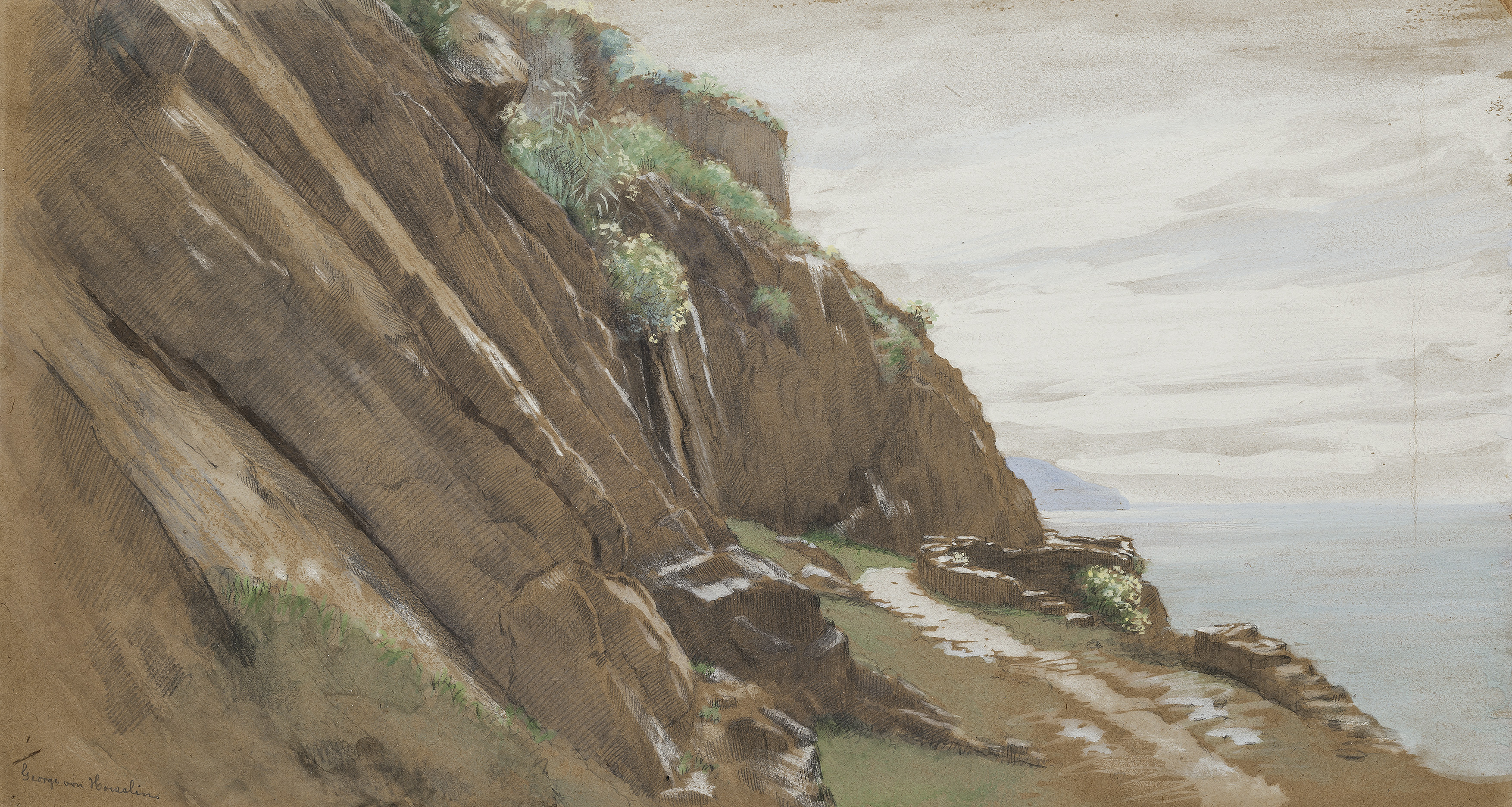
Berghang bei Monterosso al Mare, um 1890
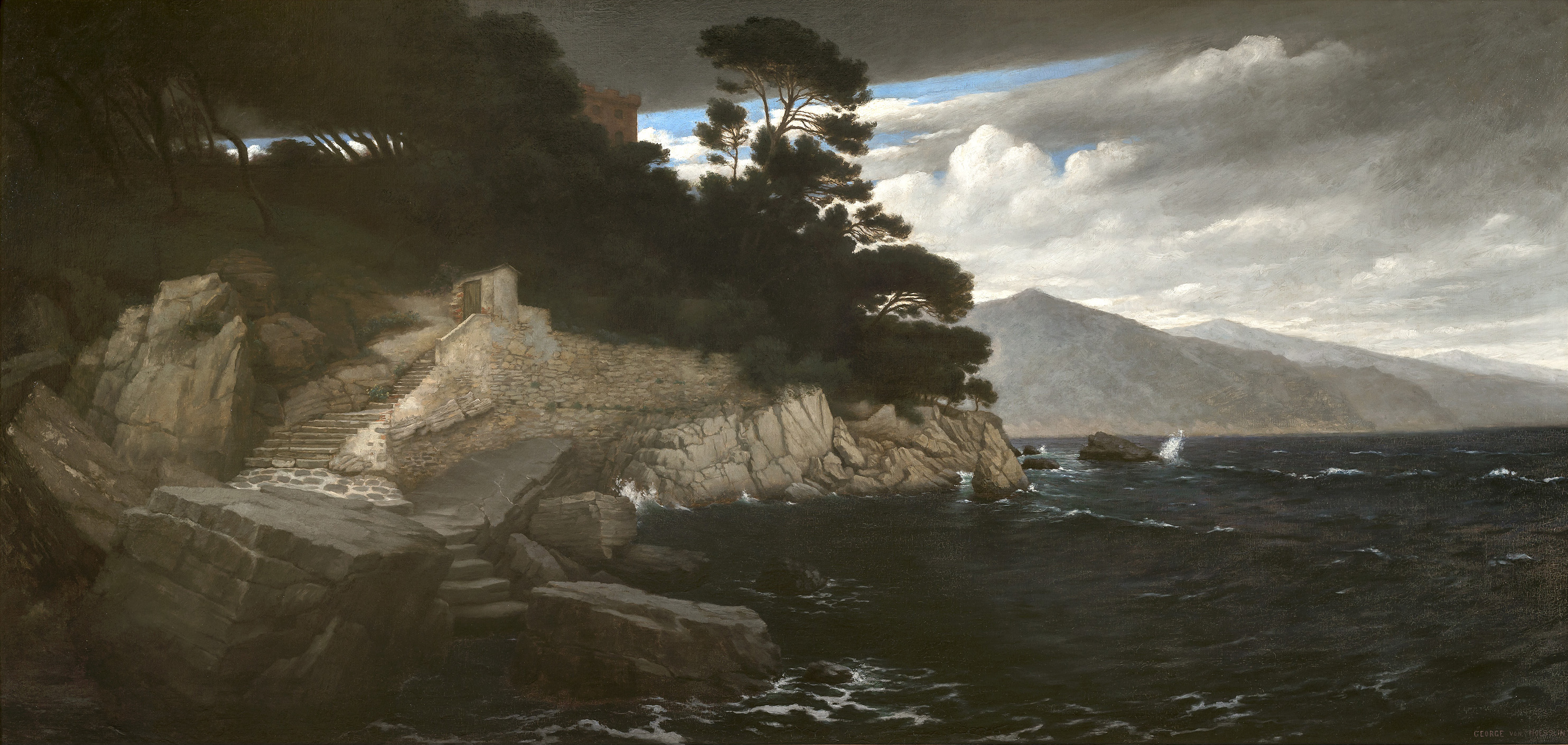
Villa Spinola, um 1895

Weitere oft von Franz Hanfstaengl reproduzierte Werke, die durch Postkartendruck weltweit verbreitet wurden:
- Pandora, aus The Illustrated London News, Sept. 27, 1890. - 404
- Fame Crowning Art, aus The Illustrated London News, Nov. 8, 1890, - 588:
- Villa Spinola, u. a. veröffentlicht in Der Türmer Heft 11, August 1907, Doppelseite 600
- Ein Weibeszauber, u. a. veröffentlicht in Der Türmer Heft 11, August 1907, S. 617
- Der junge Pan
- Ein Luftschloss
- Vision einer Weltkirche
- Irrende Seele
- Maria, Mutter der Liebe
- Mariae Divinatio
- Die Felsen der Medusa
- Villa Pagana
- Fascination
- Die Weisheit
- Pan